# The Wyatt Family
The Wyatt Family là một nhóm đô vật chuyên nghiệp ở WWE. Ban đầu The Wyatt Family gồm 3 thành viên: Bray Wyatt, Luke Harper và Erick Rowan.
The Wyatt Family ra mắt trong nâng cao chất lượng thương hiệu NXT ở WWE vào tháng 11 năm 2012.

## Lịch sử

### The New Era
"New" Wyatt Family

## Trong đấu vật
- Double team finishing moves
  - Body avalanche (Rowan) followed by a discus clothesline (Harper) combination
  - The Way (Flapjack (Rowan) and cutter (Harper) combination) – 2015
- Double team signature moves
  - Body avalanche (Rowan) followed by either a big boot or a superkick (Harper) combination
- Harper's finishing moves
  - Discus clothesline
  - Truckstop (Spinning side slam) – NXT; used as a signature move in WWE
- Orton's finishing moves
  - RKO (Jumping cutter, sometimes used at an elevated position or as a sudden counter to a midair opponent, with theatrics)
- Rowan's finishing moves
  - Full nelson slam – 2015–nay
  - Running splash – 2013–2014; used as a signature move thereafter
  - Waist-lift sitout side slam – 2014–2015
- Wyatt's finishing moves
  - Sister Abigail (Swinging reverse STO, with theatrics)
- Nicknames
  - "The Apex Predator" (Orton)
  - "Bray Wyatt's Prodigal Son" (Harper)
  - "The Eater of Worlds" (Wyatt)
  - "The Man of 1,000 Truths" (Wyatt)
  - "The New Face of Desolation" (Harper)
  - "The New Face of Fear" (Wyatt)
  - "The New Face of Vengeance" (Rowan)
  - "The Reapers" (Harper and Rowan)
  - "The Viper" (Orton)
  - "The White Sheep" (Rowan)
- Entrance themes
  - "Live in Fear" by Mark Crozer (ngày 7 tháng 11 năm 2012 – present)
  - "Swamp Gas" by Jim Johnston (ngày 29 tháng 6 năm 2014 – ngày 12 tháng 4 năm 2016; used by Harper and Rowan in tag team competition)
  - "Voices" by Rev Theory (2016 – present; used by Orton in singles competition)

## Các chức vô địch và danh hiệu
- Pro Wrestling Illustrated
  - Wyatt được xếp hạng 6 trong số 500 đô vật trong 2014
  - Harper được xếp hạng 24 trong số 500 đô vật trong 2015
  - Rowan được xếp hạng 57 trong số 500 đô vật trong 2014
- Wrestling Observer Newsletter
  - Best Gimmick (2013) – Wyatt, Harper và Rowan
- WWE
  - WWE SmackDown Tag Team Championship (1 lần) – Bray Wyatt, Randy Orton và Luke Harper
- WWE NXT
  - NXT Tag Team Championship (1 lần) – Harper và Rowan